# Латур-Мобур, Мари-Шарль-Сезар де
Мари-Шарль-Сезар де Латур-Мобур де Фэ (фр. Marie Charles César Florimond de Faÿ; 11 февраля 1757 или 11 февраля 1756, Гренобль — 28 апреля 1831 или 28 мая 1831, Париж) — французский военный и политической деятель времен Первой империи и реставрации Бурбонов.

## Биография
Родился в 1768 году в г. Ла-Мотт-де-Галор. Происходил из аристократической семьи Клода-Флоримона де Фе. Детство провел в родовом замке Мобур. Как в все в его семейные избрал военную карьеру. Смолоду был зачислен в армию и уже в 1780 году назначается командиром Суассонского полка. В том же году становится кавалером ордена Святого Людовика.
В 1789 году избирается депутатом Генеральных штатов от состояния дворян от Пюи-ан-Веле. Он поддерживал революционные сдвиги. Самостоятельно отказался от дворянских льгот. Вскоре становится депутатом национального собрания. Выступал за ликвидацию феодальных институтов. В 1791 году после неудачного бегства короля Людовика XVI Латур-Мобур предложил текст присяги на верность национальному собранию, которой нарушителю грозила смертная казнь. вместе с тем Латур-Мобур не желал свержения монархии, выступая за конституционную ее форму.
6 июля 1791 года он был назначен командиром полка в Меце, который был частью армии маркиза Лафайета. В условиях вторжения австрийских и прусских войск Латур-Мобур выступал за прекращение военных действий. Однако после свержения монархии в 1792 году бежал в Голландию. Здесь Латур-Мобур был задержан и длительное время находился в разных тюрьмах: Лаксембурга, Магдебурга, Оломуца. Только благодаря маршалу Бройлю он получил освобождение. Вернулся во Францию только после переворота 18 Брюмера 1799 года.
Некоторое время он занимался восстановлением фамильного замка. В 1798 году избирается до Законодательного корпуса. В 1801 году избирается в Сенат. В 1804 году получает Орден Почетного легиона, того же года становится его кавалером. В 1807 году занимался организацией гарнизонов в ряде городов Нормандии, в 1808 году назначается военным губернатором Шербура. В 1810 году был специальным комиссаром в департаментах нижнего течения Луары. В 1812 году занимался подготовкой резервов для войны с Россией. В 1813 году был ответственным за оборону Нормандии.
После падения Наполеона I верно служил династии Бурбонов. Получает звание генерал-лейтенанта. военного комиссара Прованса. 4 июня 1814 года становится пэром Франции (Людовик XVIII наградил его) Во время Ста дней поддержал Наполеона Бонапарта. От него также получил пэрство. После поражения французов при Ватерлоо предложил объявить сына Бонапарта императором Наполеоном II.
После второй реставрации Бурбонов был лишен пэрства. Впрочем, в 1819 году Латур-Мобура восстановили пэром Франции. В 1822 году становится инспектором кавалерии. В 1824—1826 годах был генерал-инспектором пехоты в 6, 7 и 9 военных округах. Умер 28 мая 1831 года.

## Семья
От брака с Марией-Генриэттой-Шарлоттой Пино (1760—1837) имел нескольких детей.